# شهرستان اوهایو (کنتاکی)
شهرستان اوهایو، کنتاکی (به انگلیسی: Ohio County, Kentucky) یک سکونتگاه مسکونی در ایالات متحده آمریکا است که در کنتاکی واقع شده‌است.